# Erika Giovanna Klien
Erika Giovanna Klien (Borgo Valsugana, 1900 – New York, 1957) è stata una pittrice e pedagoga austriaca naturalizzata statunitense.
È stata una delle interpreti principali del cinetismo e ha contribuito a diffondere metodi innovativi di educazione dell'arte.

## Biografia
Figlia di un funzionario pubblico, in gioventù Klien aspirava a diventare un'attrice di teatro, ma il padre non la sostenne. Klien si diplomò quindi alla Scuola di arti applicate di Vienna nel 1925. Ebbe tra i suoi professori Franz Cižek, con cui mantenne un rapporto anche dopo il diploma. Cižek incoraggiò l'eclettismo di Klien, che oltre a dipingere e disegnare scriveva poesie e si iscrisse alla Scuola di arte drammatica di Vienna. Klien fu particolarmente influenzata dalla scuola viennese del cinetismo, di cui Cižek era uno dei maggiori esponenti. In tutta la sua produzione Klien si concentrò sul tema del movimento dello spazio e sulla rappresentazione di sequenze di azioni.
Klien espose le sue opere nei Paesi Bassi e a Parigi e nel 1926 partecipò alla International Exhibition of Modern art di New York. Tuttavia non riuscì ad affermarsi come artista indipendente, per cui lavorò come grafica in ambito commerciale e tra il 1926 e il 1929 insegnò presso la scuola Elisabeth Duncan di Kleßheim. Klien fu profondamente influenzata dalla passione pedagogica di Cižek, considerato il fondatore della moderna educazione dell'arte. Da luì derivò il suo interesse per l'insegnamento dell'arte ai bambini con metodi pedagogici all'avanguardia, che costituì una delle sue principali occupazioni. Ebbe numerose relazioni affettive e nel 1928 ebbe un figlio, non riconosciuto dal padre.
Nel settembre 1929 Klien si trasferì a New York. Visse negli Stati Uniti fino alla morte, diventandone cittadina nel 1938. Insegnò in varie scuole e organizzò mostre di lavori suoi e dei suoi allievi, ma non conobbe un grande successo artistico. Visse in condizioni difficili a causa della sua situazione di ragazza madre, della cattiva congiuntura economica e di problemi di salute, che la costrinsero a lasciare l'insegnamento nel 1940. Continuò a operare come artista indipendente fino alla morte.
La sua opera fu riscoperta solo a partire dagli anni Settanta. Nel 1987 il Museo d'arte moderna di Vienna le dedicò una mostra e nel 1989 la Rachel Adler Gallery di New York organizzò una mostra. La prima e unica retrospettiva in Italia si è tenuta a Bolzano nel 2001.